# Каминеро, Хосе Луис
Хосе́ Луи́с Пе́рес Камине́ро (исп. José Luis Pérez Caminero; род. 8 ноября 1967, Мадрид) — испанский футболист, выступал на позиции полузащитника. Известен по выступлениям за «Вальядолид» и мадридский «Атлетико». Имеет на своём счету 21 матч в составе национальной сборной.

## Карьера

### Клубная
Каминеро, учившийся футболу в кантере мадридского «Реала» и даже игравший за вторую команду «сливочных» не стал дожидаться своего шанса и перешёл в менее сильный «Реал Вальядолид». На протяжении 3-х сезонов он играл за этот клуб в Примере, а после вылета из неё помог команде вернуться в элитный дивизион.
В 1993 году Каминеро перешёл в «Атлетико Мадрид», где и прошла наиболее яркая часть его карьеры. В сезоне 1995/96 «Атлетико» выиграл чемпионат и Кубок Испании, а Хосе Луис был признан футболистом года и по версии «El Pais», и по версии «Don Balon».
В 1998 году Каминеро вернулся в «Валльядолид», где выступал на протяжении ещё 6 сезонов. В 2004 году команда покинула Примеру, тогда же Каминеро завершил профессиональную карьеру.

### Международная
Каминеро дебютировал в сборной Испании 8 сентября 1993 года в товарищеском матче с командой Чили (2:0).
На счету Каминеро 21 матч и 8 забитых мячей в составе сборной. Вместе с ней Хорхе выступал на чемпионате мира 1994 года (где стал лучшим бомбардиром своей сборной с 3 голами) и чемпионате Европы 1996 года.

### После завершения карьеры
С 2005 по 2008 год Каминеро был спортивным директором «Реал Вальядолида», с 2011 по 2017-й год работал на аналогичной должности в мадридской «Атлетико». В июне 2018 года стал спортивным директором «Малаги».

## Арест
В 2009 году Каминеро и ещё 30 человек были задержаны в ходе операции, проведённой испанской полицией. Операция была направлена против трёх преступных группировок, обвинявшихся в незаконном обороте наркотиков и отмывании денег. Вскоре после ареста футболист был отпущен.

## Достижения

### Командные
«Атлетико Мадрид»
- Чемпион Испании 1996.
- Обладатель кубка Испании 1995/96

### Личные
- Футболист года в Испании: 1996